# Sjarhej Kisljak
Sjarhej Viktaravitsj Kisljak (Wit-Russisch: Сяргей Віктаравіч Кісляк; Kamjanjets, 6 augustus 1987) is een Wit-Russisch voormalig betaald voetballer die doorgaans speelde als middenvelder. Tussen 2004 en 2024 was hij actief voor Dinamo Minsk, Roebin Kazan, FK Krasnodar, Gaziantepspor, Irtysj Pavlodar, Dynamo Brest, opnieuw Dinamo Minsk en opnieuw Dynamo Brest. Kisljak maakte in 2009 zijn debuut in het Wit-Russisch voetbalelftal en kwam uiteindelijk tot vierenzeventig interlandoptredens.

## Clubcarrière
Kisljak speelde tussen 2004 en 2010 in het eerste elftal van Dinamo Minsk. In zijn eerste seizoen kwam hij nog tot twee wedstrijden, daarna tot vijftien en in de vijf seizoenen daarna was hij een vaste basisspeler voor Dinamo. In die periode kwam hij tot 139 wedstrijden in de Vysjejsjaja Liha, waarin hij 35 doelpunten wist te maken. Ook scoorde de middenvelder nog twee doelpunten in zeventien wedstrijden in Europees verband. In januari 2011 maakte de Wit-Rus de overstap naar het Russische Roebin Kazan. In het seizoen 2011/12 speelde hij negentien wedstrijden in de Premjer-Liga en hij scoorde daarin twee doelpunten. Ook won hij met zijn club de Russische voetbalbeker.
In 2012 werd Kisljak verhuurd aan FK Krasnodar, waarvoor hij uiteindelijk tot elf competitie-optredens kwam. In de zomer van 2016 verkaste Kisljak naar Gaziantepspor. Na anderhalf jaar tekende de Wit-Rus een contract bij Irtysj Pavlodar. Medio 2018 keerde Kisljak terug naar Wit-Rusland, waar hij bij Dynamo Brest tekende. Dinamo Minsk haalde Kisljak in januari 2021 terug naar de club. Dynamo Brest werd in januari 2023 weer zijn club. Kisljak besloot in januari 2025 op zevenendertigjarige leeftijd een punt achter zijn actieve loopbaan te zetten.

## Clubstatistieken
| Seizoen | Club            | Competitie       | Competitie | Competitie | Beker | Beker | Internationaal | Internationaal | Totaal | Totaal |
| Seizoen | Club            | Competitie       | Wed.       | Dlp.       | Wed.  | Dlp.  | Wed.           | Dlp.           | Wed.   | Dlp.   |
| ------- | --------------- | ---------------- | ---------- | ---------- | ----- | ----- | -------------- | -------------- | ------ | ------ |
| 2004    | Dinamo Minsk    | Vysjejsjaja Liha | 2          | 0          | 0     | 0     | —              | —              | 2      | 0      |
| 2005    | Dinamo Minsk    | Vysjejsjaja Liha | 15         | 7          | 3     | 0     | 2              | 0              | 20     | 7      |
| 2006    | Dinamo Minsk    | Vysjejsjaja Liha | 26         | 9          | 5     | 2     | 4              | 0              | 35     | 11     |
| 2007    | Dinamo Minsk    | Vysjejsjaja Liha | 21         | 3          | 6     | 1     | 4              | 0              | 31     | 4      |
| 2008    | Dinamo Minsk    | Vysjejsjaja Liha | 26         | 1          | 0     | 0     | —              | —              | 26     | 1      |
| 2009    | Dinamo Minsk    | Vysjejsjaja Liha | 25         | 7          | 5     | 4     | 4              | 2              | 34     | 13     |
| 2010    | Dinamo Minsk    | Vysjejsjaja Liha | 24         | 8          | 0     | 0     | 3              | 0              | 27     | 8      |
| 2011/12 | Roebin Kazan    | Premjer-Liga     | 19         | 2          | 2     | 0     | 4              | 0              | 25     | 0      |
| 2012/13 | FK Krasnodar    | Premjer-Liga     | 11         | 0          | 2     | 0     | —              | —              | 13     | 0      |
| 2012/13 | Roebin Kazan    | Premjer-Liga     | 2          | 0          | 0     | 0     | 3              | 0              | 5      | 0      |
| 2013/14 | Roebin Kazan    | Premjer-Liga     | 13         | 1          | 1     | 0     | 9              | 0              | 23     | 0      |
| 2014/15 | Roebin Kazan    | Premjer-Liga     | 15         | 0          | 3     | 0     | —              | —              | 18     | 0      |
| 2015/16 | Roebin Kazan    | Premjer-Liga     | 17         | 1          | 0     | 0     | 6              | 0              | 23     | 1      |
| 2016/17 | Gaziantepspor   | Süper Lig        | 12         | 0          | 8     | 1     | —              | —              | 20     | 1      |
| 2017/18 | Gaziantepspor   | Süper Lig        | 0          | 0          | 0     | 0     | —              | —              | 0      | 0      |
| 2018    | Irtysj Pavlodar | Premjer-Liga     | 16         | 0          | 2     | 0     | 1              | 0              | 19     | 0      |
| 2018    | Dynamo Brest    | Vysjejsjaja Liha | 11         | 0          | 1     | 0     | —              | —              | 12     | 0      |
| 2019    | Dynamo Brest    | Vysjejsjaja Liha | 26         | 2          | 2     | 0     | —              | —              | 28     | 2      |
| 2020    | Dynamo Brest    | Vysjejsjaja Liha | 24         | 4          | 5     | 0     | 4              | 0              | 33     | 4      |
| 2021    | Dinamo Minsk    | Vysjejsjaja Liha | 9          | 2          | 0     | 0     | —              | —              | 9      | 2      |
| 2022    | Dinamo Minsk    | Vysjejsjaja Liha | 22         | 2          | 1     | 0     | 3              | 1              | 26     | 3      |
| 2023    | Dynamo Brest    | Vysjejsjaja Liha | 23         | 3          | 1     | 0     | —              | —              | 24     | 3      |
| 2024    | Dynamo Brest    | Vysjejsjaja Liha | 15         | 2          | 2     | 0     | —              | —              | 17     | 2      |
| Totaal  | Totaal          | Totaal           | 374        | 54         | 49    | 8     | 47             | 3              | 470    | 65     |

## Interlandcarrière
Kisljak debuteerde op 24 november 2009 in het Wit-Russisch voetbalelftal. Op die dag werd met 1–1 gelijkgespeeld werd tegen Saoedi-Arabië. Bondscoach Bernd Stange liet de middenvelder in de blessuretijd invallen voor Sergej Kornilenko. Tijdens zijn vijfde interland, op 30 mei 2010, was hij voor het eerst trefzeker in het nationale elftal. Door zijn doelpunt in de drieënvijftigste minuut was Wit-Rusland met 1–0 te sterk voor de tegenstanders van Zuid-Korea. Op 3 september 2010 was Kisljak opnieuw trefzeker voor de Wit-Russen. De kwalificatiereeks voor het EK 2012 werd begonnen met een 0–1 winst op Frankrijk. Vier minuten voor het einde van het duel tekende hij op aangeven van Vjatsjaslaw Hleb voor het eerste en enige doelpunt van de wedstrijd. Op 7 juni 2015 speelde Wit-Rusland een oefeninterland op bezoek bij Rusland. Die wedstrijd werd met 4–2 gewonnen door Rusland. Nadat Aleksandr Kokorin het thuisland op voorsprong had gezet, scoorde Kisljak in de eenenvijftigste en zesenzestigste minuut om de score om te draaien naar 1–2. Door doelpunten van Aleksandr Golovin, Aleksej Mirantsjoek en Aleksandr Kerzjakov won Rusland de wedstrijd alsnog. De twee doelpunten waren voor Kisljak zijn achtste en negende.

## Erelijst
| Competitie       |              |              |              |              |
| Competitie       | Aantal       | Jaren        |              |              |
| Roebin Kazan     | Roebin Kazan | Roebin Kazan | Roebin Kazan | Roebin Kazan |
| ---------------- | ------------ | ------------ | ------------ | ------------ |
| Beker            | 1            | 2011/12      |              |              |
| Dinamo Brest     |              |              |              |              |
| Vysjejsjaja Liha | 1            | 2019         |              |              |